# Сёстры Бронские (фильм, 1916)
«Сёстры Бронские» — российский художественный немой фильм, снятый в 1916 году режиссёром Евгением Бауэром. Вышел на экраны 16 августа 1916 года. Фильм не сохранился.

## Сюжет
Фильм снят по роману Матильды Серао. Сюжет описан в журнале «Сине-фоно» (1916, № 1, c. 154—155), а также в журналах «Проектор» (1916, № 17, c. 23) и «Вестник кинематографии» (1916, № 120, c. 35).
Сёстры Анна и Мария Бронские являются наследницами огромного состояния. Все заботы о своём имуществе они предоставляют Марку Шарковскому, красивому и волевому молодому человеку.
Игорь Горецкий любит Анну. Он просит Марка помочь уговорить Анну выйти за него замуж. Однако Анна признаётся в любви Марку. Марк не любит Анну, но уступает под напором её чувств. Он берёт с неё обещание, что она в браке не будет препятствовать ему вести прежний образ жизни.
Анна счастлива, но Марк проводит вечера в ресторанном веселии. Мария тоже любит Шарковского. Опытный Дон Жуан Шарковский догадывается о любви Марии и между ними возникает связь, которую они тщательно скрывают от Анны. Однажды, неожиданно вернувшись из театра, Анна застаёт их вместе. Шарковский напоминает Анне о её обещании, а Мария говорит, что в любви они соперницы.
Потеряв веру в своё счастье, Анна уезжает к Игорю Горецкому. Тот проявляет искреннее сочувствие. Анна не выдерживает и стреляет в себя.

## В ролях
- Вера Каралли — Анна Бронская
- Эмма Бауэр — Мария Бронская, её сестра
- Витольд Полонский — Марк Шарковский, их опекун
- Владимир Стрижевский — Игорь Горецкий, их друг

## Съёмочная группа
- Режиссёр: Евгений Бауэр
- Сценарист: Вера Каралли
- Оператор: Борис Завелев
- Продюсер: Александр Ханжонков

## Критика
В рецензии на этот фильм в журнале «Проектор» (1916, № 17) указывалось: «При простоте сюжета, небогатого „внешними“ эпизодами, удалось углубить психологическое содержание драмы, достигнув этого не лишними надписями, а мастерской игрой главных исполнителей — В. А. Каралли и В. А. Полонского в трогательных, ясных, художественно-правдивых, а потому и убедительных образах». Рецензент также отметил, что история «рассказана в трогательных, ясных, художественно-правдивых, а потому и убедительных экранных образах». В качестве недостатка указывалось, что обстановка очень красива для глаз, «но органически она нисколько не слита с переживаниями действующих лиц и остаётся самодовлеющим элементом кинопьесы, порой затмевающим своим холодным блеском интимные образы, создаваемые игрой артистов». В том же журнале (1916, № 20) И. Петровский поставил фильм в ряд с «наиболее яркими примерами нового типа светотворчества».
Журнал «Сине-фоно» (1916, № 19—20) писал: «…картина представляет собой прекрасный образец того нового типа кинопьес, богатых не внешним разнообразием действия, а глубиной психологического содержания».
Историк кино Вениамин Вишневский оценил фильм как «заслуживающую внимания драму соперничества двух сестёр, любящих одного человека».